# Rogozen, Vrața
Rogozen (în bulgară Рогозен) este un sat în comuna Hairedin, regiunea Vrața,  Bulgaria. 

## Demografie
Componența etnică a satului Rogozen
     Bulgari (83,71%)
     Romi (4,17%)
     Nicio identificare (11,81%)
     Altele (0,29%)
La recensământul din 2011, populația satului Rogozen era de 1.007 locuitori. Din punct de vedere etnic, majoritatea locuitorilor (83,71%) erau bulgari, cu o minoritate de romi (4,17%). Pentru 11,81% din locuitori nu este cunoscută apartenența etnică.